# Timo Lange
Timo Lange (* 19. Januar 1968 in Grevesmühlen) ist ein ehemaliger deutscher Fußballspieler und -trainer.

## Karriere als Spieler
Lange begann bei der BSG Einheit Grevesmühlen mit dem Fußball. Über den Nachwuchs von Hansa Rostock (1980 bis 1984) und die TSG Wismar, wo er bereits mit 17 Jahren in die 1. Mannschaft aufrückte, kam er im Sommer 1986 zur BSG Stahl Brandenburg. Hier absolvierte er bis 1991 insgesamt 102 Oberliga-Spiele (12 Tore). Beim 2:2 gegen die SG Dynamo Dresden am 8. Spieltag der Saison 1986/87 debütierte Lange in der höchsten Spielklasse des DDR-Fußballs elf Minuten vor Ende der Partie. Auf internationalem Parkett spielte Lange dreimal im UEFA-Cup (zwei Partien für Stahl und eine für den HFC) sowie in zehn Partien für die U-21-Auswahl der DDR.
Vor der Saison 1991/92 wechselte er zum Halleschen FC, konnte aber mit der Mannschaft den Sprung in die eingleisige 2. Bundesliga nicht schaffen. Im Sommer 1992 ging er zu Hansa Rostock, wo er 1994/95 unter Frank Pagelsdorf den Aufstieg in die 1. Bundesliga schaffte. Bis 2003 spielte Lange für Hansa Rostock in der Fußball-Bundesliga in 165 Spielen und erzielte dabei 13 Tore. Er ist damit bis heute Rekordspieler der Hanseaten in der höchsten deutschen Fußballliga. Zusätzlich absolvierte Lange 110 Zweitligapartien für Rostock, in denen er 18 Tore erzielte, und ließ seine Karriere 2003/04 in der Fußball-Oberliga Nordost bei der Amateurmannschaft Rostocks ausklingen.

## Karriere als Trainer
Zu Beginn der Saison 2004/05 übernahm Lange das Traineramt der Rostocker Amateur-Mannschaft, mit der er in seiner ersten Trainer-Saison Landespokalsieger Mecklenburg-Vorpommerns und Meister der Oberliga Nordost (Staffel Nord) wurde. Ab August 2005 wurde er Co-Trainer bei den Profis des F.C. Hansa unter Chef-Trainer Frank Pagelsdorf in der zweiten Bundesliga. Nachdem Rostock mit diesem Trainergespann zunächst 2006/07 in die Bundesliga auf- und in der Folgesaison 2007/08 direkt wieder abgestiegen war, wurden Pagelsdorf und Lange nach dem zwölften Spieltag der Saison 2008/09 wegen ausbleibender Erfolge von ihren Ämtern entbunden.
Im März 2009 wurde Lange Trainer und Manager in Personalunion beim FC Anker Wismar in der Verbandsliga. Er erreichte in der Saison 2009/10 den 1. Platz und stieg in die NOFV-Oberliga Nord auf. Mit dem Aufsteiger startete Lange hervorragend und errang in der Oberligahinrunde den 6. Tabellenplatz, im Landespokal erreichte Anker Wismar das Finale gegen Hansa Rostock.
In der Saison 2012/13 stand der FC Anker Wismar nach 18 Spieltagen abgeschlagen auf dem letzten Tabellenplatz in der NOFV-Oberliga Nord, woraufhin Lange am 11. April 2013 als Trainer durch Christiano Dinalo Adigo abgelöst wurde.

## Weiterer Werdegang
Nach seinem Ausstieg aus dem Fußballgeschäft betreibt Timo Lange zwei Drogerie-Märkte in Rostock-Toitenwinkel und Warin.